# Skrillex
Skrillex, vlastním jménem Sonny John Moore (* 15. ledna 1988, Los Angeles, Kalifornie), je americký producent elektronické hudby, DJ a frontman Post-hardcore kapely From First to Last v letech 2004 – 2007, roku 2017 se ke kapele vrátil.
Vyrostl na severovýchodě města Los Angeles v Kalifornii. V roce 2004 se přidal k americké post-hardcorové kapele From First to Last jako hlavní zpěvák a spolu natočili dvě studiová alba (Dear Diary, My Teen Angst Has a Body Count – 2004 a Heroine – 2006). V roce 2007 se začal věnovat sólo kariéře. Své první turné zahájil později v roce 2007. Poté co složil novou sestavu týmu se přidal k Alternative Press Tour, aby podpořil kapely jako jsou All Time Low či The Rocket Summer. Objevil se také na obálce Alternative Press v záležitosti "100 kapel které musíte znát".
Poté co v roce 2009 vydal EP Gypsyhook plánoval natočit své debutové studiové album (Bells) s producentem Noahem Shainem. Produkci alba ovšem zastavil a začal vystupovat pod jménem Skrillex. Poté co vydal minialbum My Name Is Skrillex, které bylo zdarma ke stažení na jeho oficiálních stránkách na MySpace, vydal EP Scary Monsters and Nice Sprites později v roce 2010 a EP More Monsters and Sprites v polovině roku 2011. Obě alba byla komerčně úspěšná. 30. prosince 2011 byl nominován na pět cen Grammy (na 54. grammiádě), včetně nominaci na nejlepšího umělce. Vyhrál tři: nejlepší taneční/elektronické album, nejlepší taneční nahrávka a nejlepší remixovaná nahrávka. 5. 12. 2011 oznámilo BBC, že byl Skrillex nominován na volbu jejich Sound of 2012. 12. 12. 2011 MTV jmenovala Skrillexe jako umělce roku, kde předběhl i takové úspěšné aktéry jako je David Guetta či Deadmau5.
V noci z 5. na 6. července 2012 Skrillex i přes špatné povětrnostní podmínky a následné technické problémy s hlavním pódiem na festivalu Rock for People, z vlastní iniciativy zahrál kratší, ale i tak vydařený set.

## Tvorba

### s kapelou From First to Last
- 2004: Hello Mama
- 2004: Dear Diary, My Teen Angst Has a Bodycount
- 2006: Heroine

### jako Sonny
- 2009: Gypsyhook EP
- N/A: Bells (nahrávání tohoto alba bylo naplánované, ale místo toho začal hrát Sonny pod přezdívkou Skrillex a nahrávání se zrušilo)

### jako Skrillex

#### Studiová alba
- 2014: Recess
- 2023: Quest for Fire
- 2023: Don't Get Too Close
- 2025: F*CK U SKRILLEX YOU THINK UR ANDY WARHOL BUT UR NOT!! <3

#### EP
- 2010: Gost (toto album nebylo oficiálně vydáno, Skrillex jej pouze zdarma zveřejnil na svých webových stránkách)

- 2010: My Name Is Skrillex
- 2010: Scary Monsters and Nice Sprites
- 2011: More Monsters and Sprites
- 2011: Bangarang
- 2012: Make It Bun Dem After Hours
- 2013: Leaving
- 2013: Try It Out (s Alvinem Riskem)
- 2014: Recess

#### Soundtracky
- 2013: Spring Breakers
- 2016: Purple Lamborghini (s Rickem Rossem)

#### Singly (některé z nich jsou neoficiální)

##### Originální
| Rok                                                | Název skladby                                                          | Formát                                                               |
| -------------------------------------------------- | ---------------------------------------------------------------------- | -------------------------------------------------------------------- |
| 2009                                               |                                                                        |                                                                      |
| "Slats Slats Slats"                                | Vydáno přes MySpace                                                    |                                                                      |
| 2010                                               | "Needed Change" (feat.12th Planet)                                     | Free Treats Volume 01                                                |
| 2010                                               | "Make Things for Smile"                                                | Uploadnuto Skrillexem na SoundCloud                                  |
| 2010                                               | "I Wish You All the Luck of the World"                                 | Unreleased                                                           |
| 2010                                               | "Drop Dead" (Club Mix)                                                 | Vydáno přes MySpace                                                  |
| 2010                                               | "Cat Rats"                                                             | Vydáno přes MySpace                                                  |
| 2010                                               | "Turmoil"                                                              | Vydáno přes MySpace                                                  |
| 2010                                               | "Lustbug"                                                              | Vydáno přes MySpace                                                  |
| 2010                                               | "Oceans"                                                               | Vydáno přes MySpace                                                  |
| 2010                                               | "Father Said"                                                          | Vydáno přes MySpace, hráno živě                                      |
| 2011                                               |                                                                        |                                                                      |
| "The Disco Rangers Bus (Knows How to Rock N Roll)" | Vydáno přes MySpace                                                    |                                                                      |
| "DnB Ting"                                         |                                                                        |                                                                      |
| "Devils Nest feat. 12th Planet"                    | Nevydáno                                                               |                                                                      |
| "True Gangsters"                                   | Hráno živě Skladba zazněla v exkluzivním mixu BBC Radio One s Zane Low |                                                                      |
| "Kill Everybody (DnB Drive)"                       | Hráno jenom živě                                                       |                                                                      |
| 2012                                               | "Voltage"                                                              | Nevydáno                                                             |
| 2012                                               | "My Good Bye"                                                          | Demo vydáno SkrillexMothership, Skrillexovou fanouškovskou stránkou. |
| 2012                                               | "Pop Dance (Challenger)"                                               | Nevydáno                                                             |
| 2012                                               | "Do We Really (Go On)"                                                 | Nevydáno                                                             |
| 2012                                               | "Baby Boy (Ecstasy)"                                                   | Nevydáno                                                             |
| 2012                                               | "Lick It Down (Dies)"                                                  | Nevydáno                                                             |
| 2012                                               | "Make It Bun Dem feat. Damian Marley"                                  | Na Youtube soundtrack hry Far Cry 3                                  |
| 2014                                               |                                                                        |                                                                      |